# صبغة مختلفة البتلات
الصًبغة مختلفة البتلات (باللاتينية: Phytolacca heteropetala) نوع نباتي يتبع جنس الصًبغة من الفصيلة الصبغية (باللاتينية: Phytolaccaceae). النبات عالي السمية.

## البيئة والانتشار
ينتشر في المكسيك.